# Herman Lamers
Hermanus Cornelis (Herman) Lamers (Bussum, 17 februari 1954) is een Nederlands beeldhouwer, installatiekunstenaar, fotograaf en tekenaar.

## Leven en werk
Lamers studeerde van 1975 tot 1980 aan de Academie Minerva in Groningen. De kunstenaar woont en werkt in Rotterdam. Hij is docent aan Avans Hogeschool in Breda.

## Werken (selectie)
- Zonder titel (1981), Viaductstraat 3 en 13 in Groningen[2]
- Primal Fractals (1992), G-Pier Luchthaven Schiphol
- De Put (2000), Prinsenhoofd Noordereiland in Rotterdam
- His Master's Voice (2001), Dienstencentrum De grote Waal in Hoorn
- Twee bronzen pinguïns (2002), Bleiswijkplein in Rotterdam
- Lama (2002), Tesselschadestraat in Leeuwarden
- Struisvogel (2003), Rotterdamseweg in Vlaardingen
- The last dance (2005), G.J. Scheurleerweg in Amsterdam
- De Bloemen (2005), Hans Petri School in Dordrecht
- Ho (2005), Piramideplein in Rijswijk
- Alice in Krimpenland (2006), wijk Lansingh-Zuid in Krimpen aan den IJssel
- What's Going on (2007), De Boomgaard in Aalsmeer
- De Synaps (2008), Avans Hogeschool in Breda - in samenwerking met Jan Melis
- STOP (2009), Boulevard in Bergen op Zoom
- Het Bewijs van Muybridge (2009), Rotonde Bergermeer in Alkmaar
- Hallo (2009), Copernicus College in Hoorn
- Beverwaard-paarden (2009), wijk Beverwaard in Rotterdam
- De Glazen Engel (2010), Aartsengel Michaël op de Grote Markt in Zwolle
- Akka van Kebnenaise (2011), Stationsplein in Twello
- De Reus van Rotterdam (2011), Kruiskade in Rotterdam - een monument voor Rigardus Rijnhout
- Aden (2018), Vrydemalaan, Groningen

## Fotogalerij

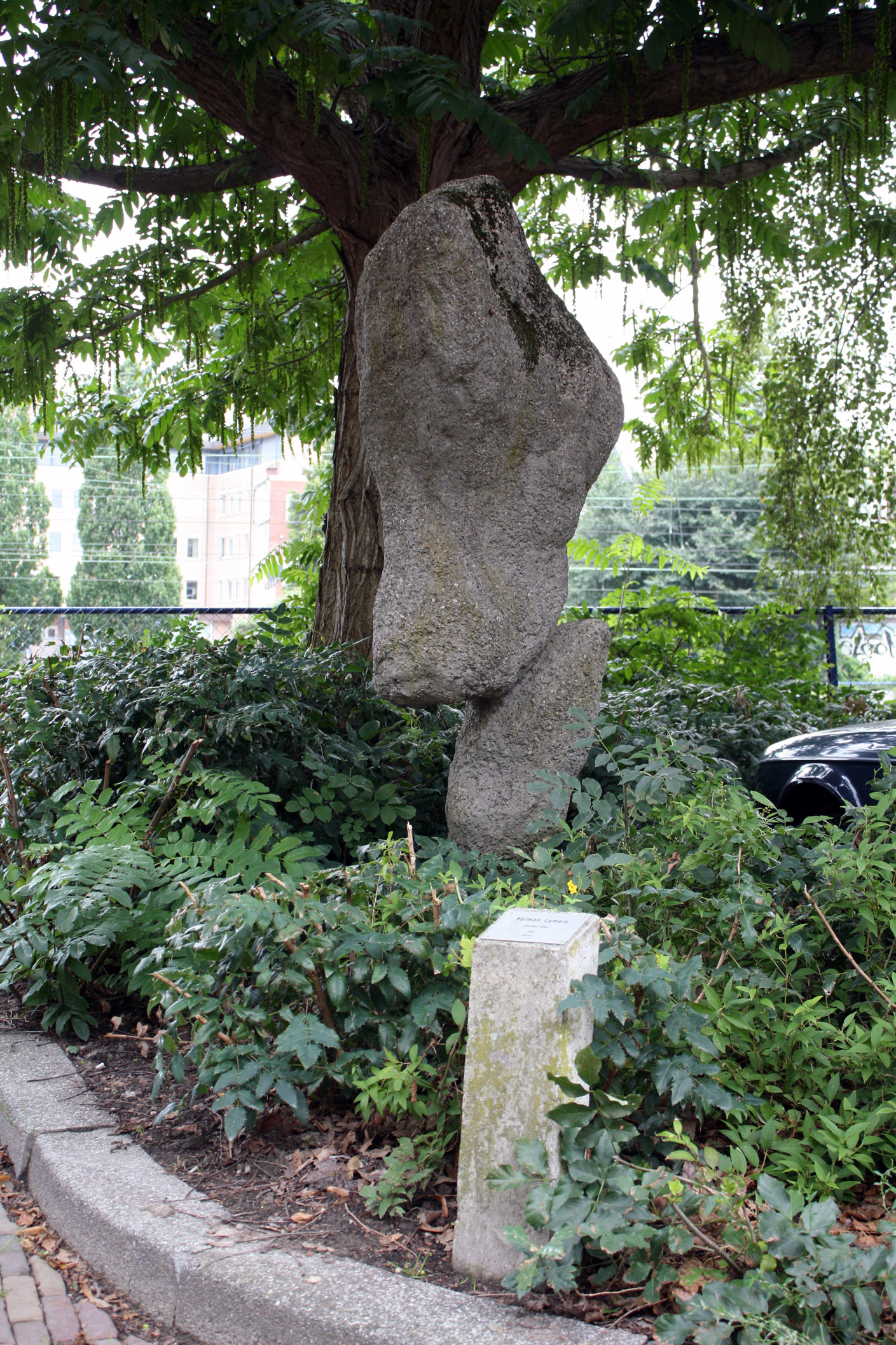
Zonder titel (1981), Groningen
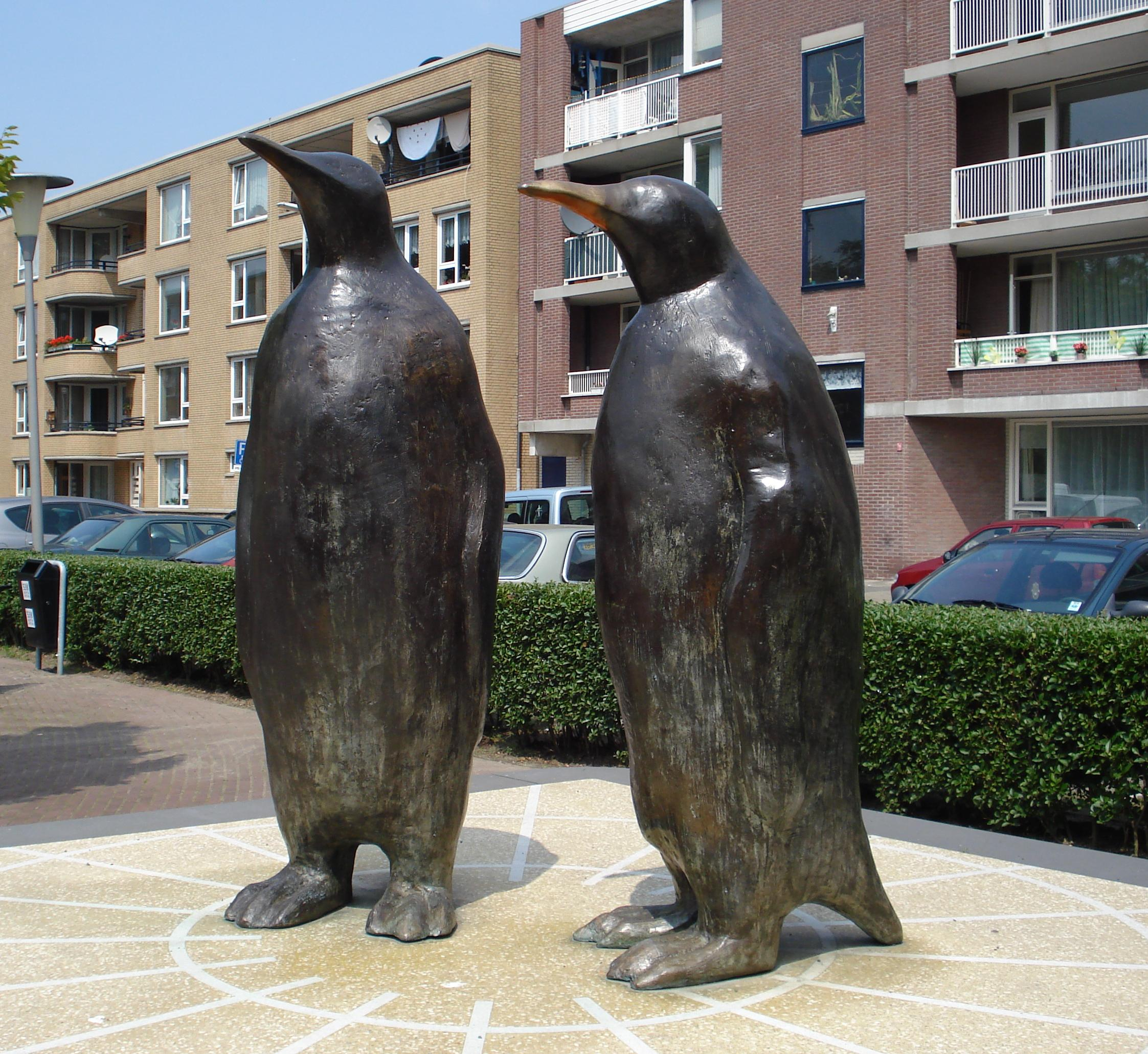
Twee bronzen pinguïns (2002), Rotterdam
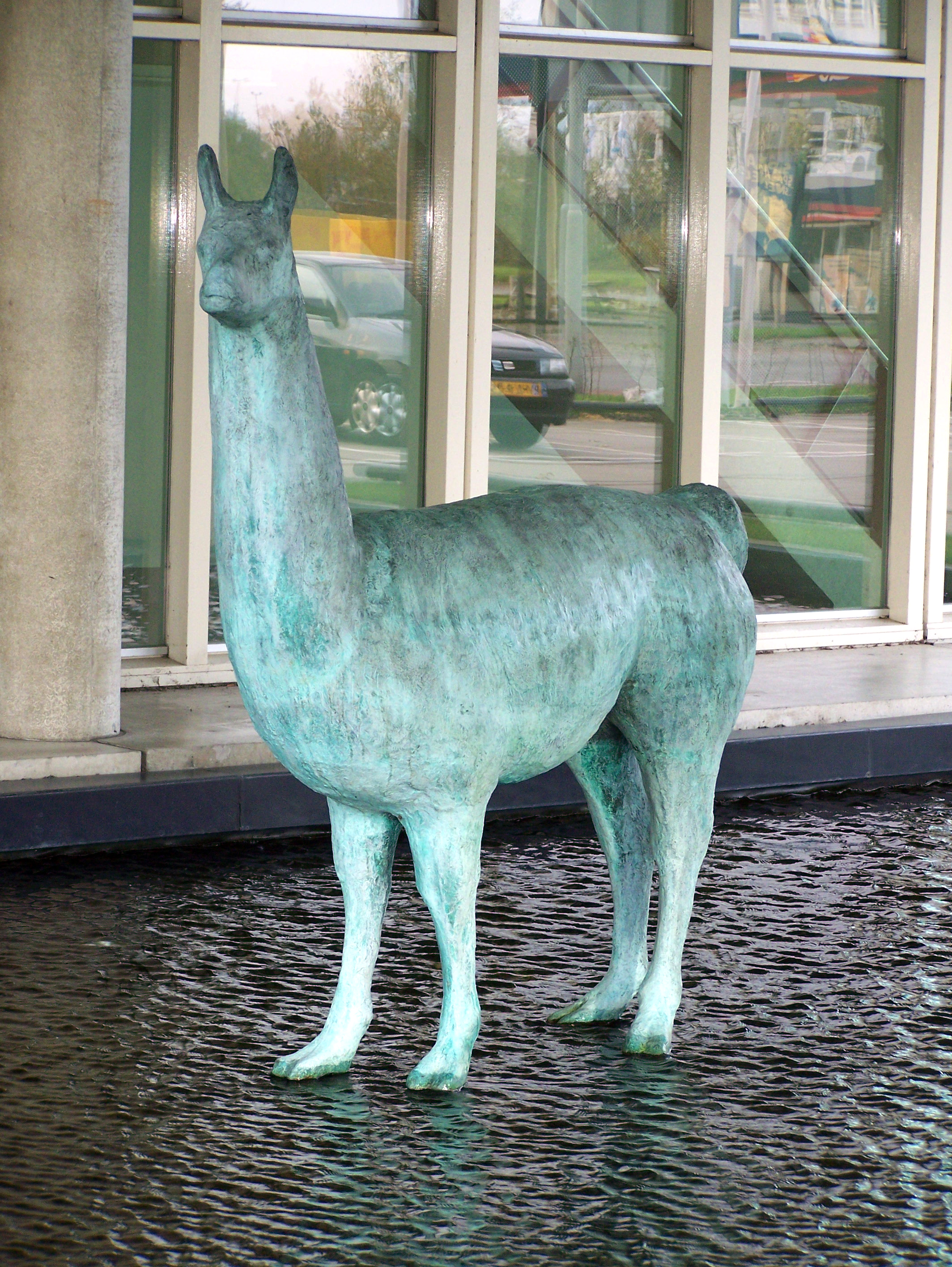
Lama (2002), Leeuwarden
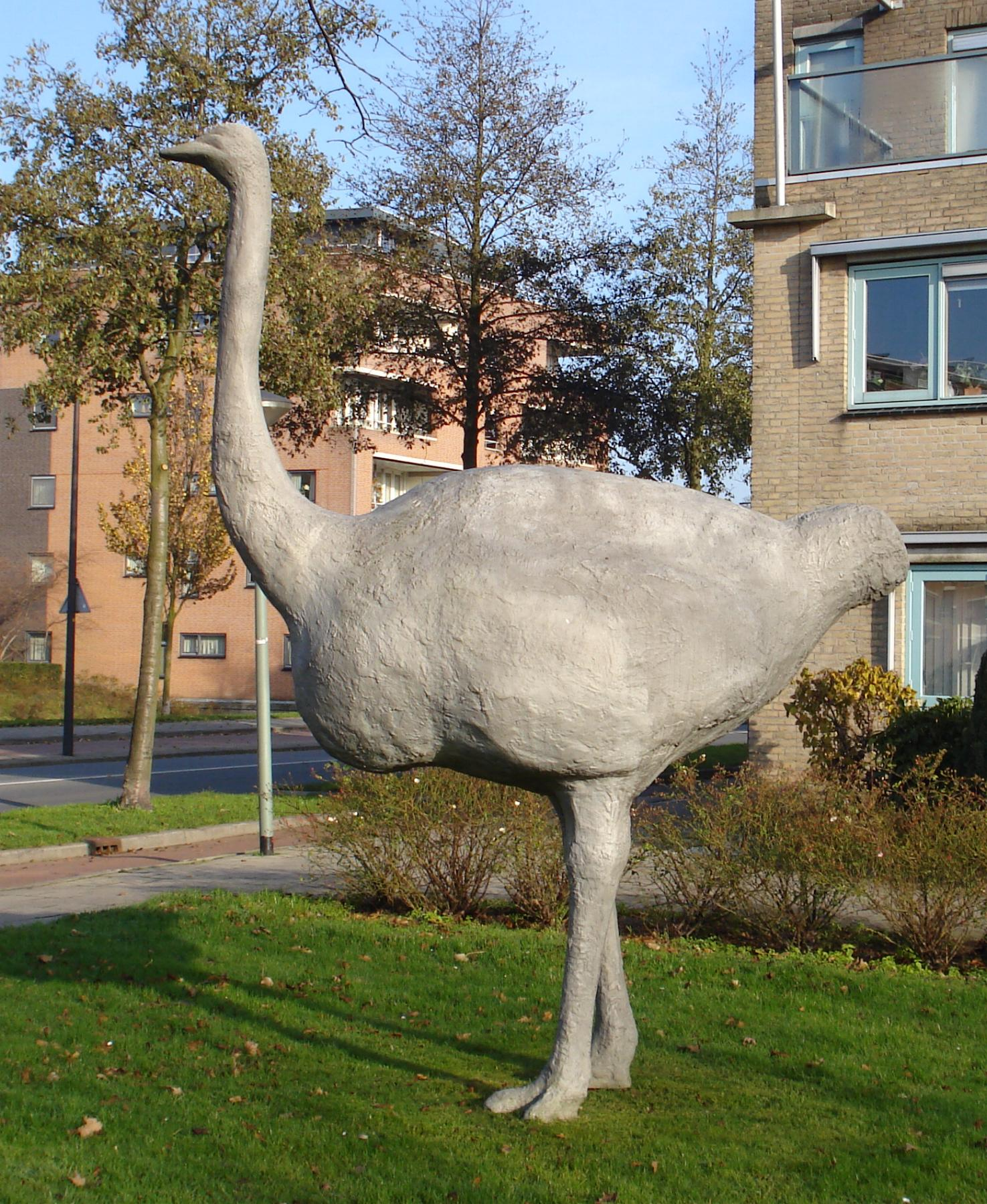
Struisvogel (2003), Vlaardingen
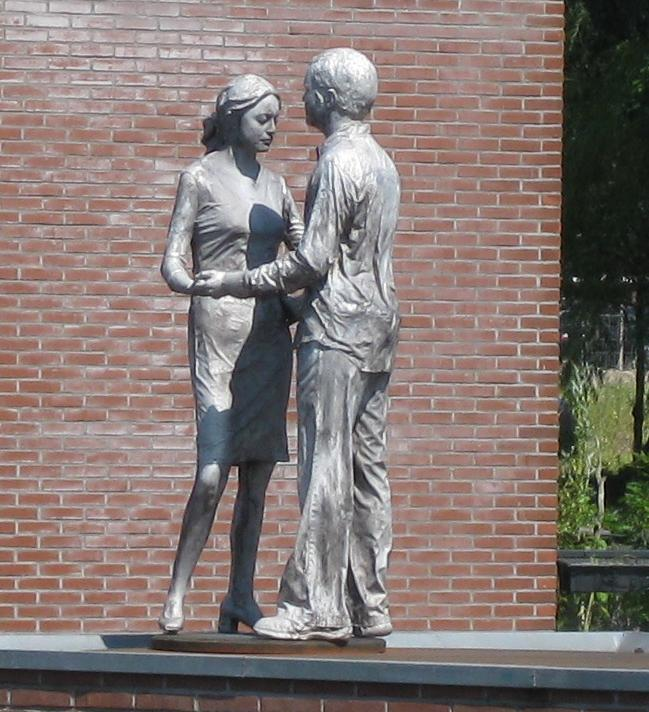
The Last Dance (2005), Amsterdam
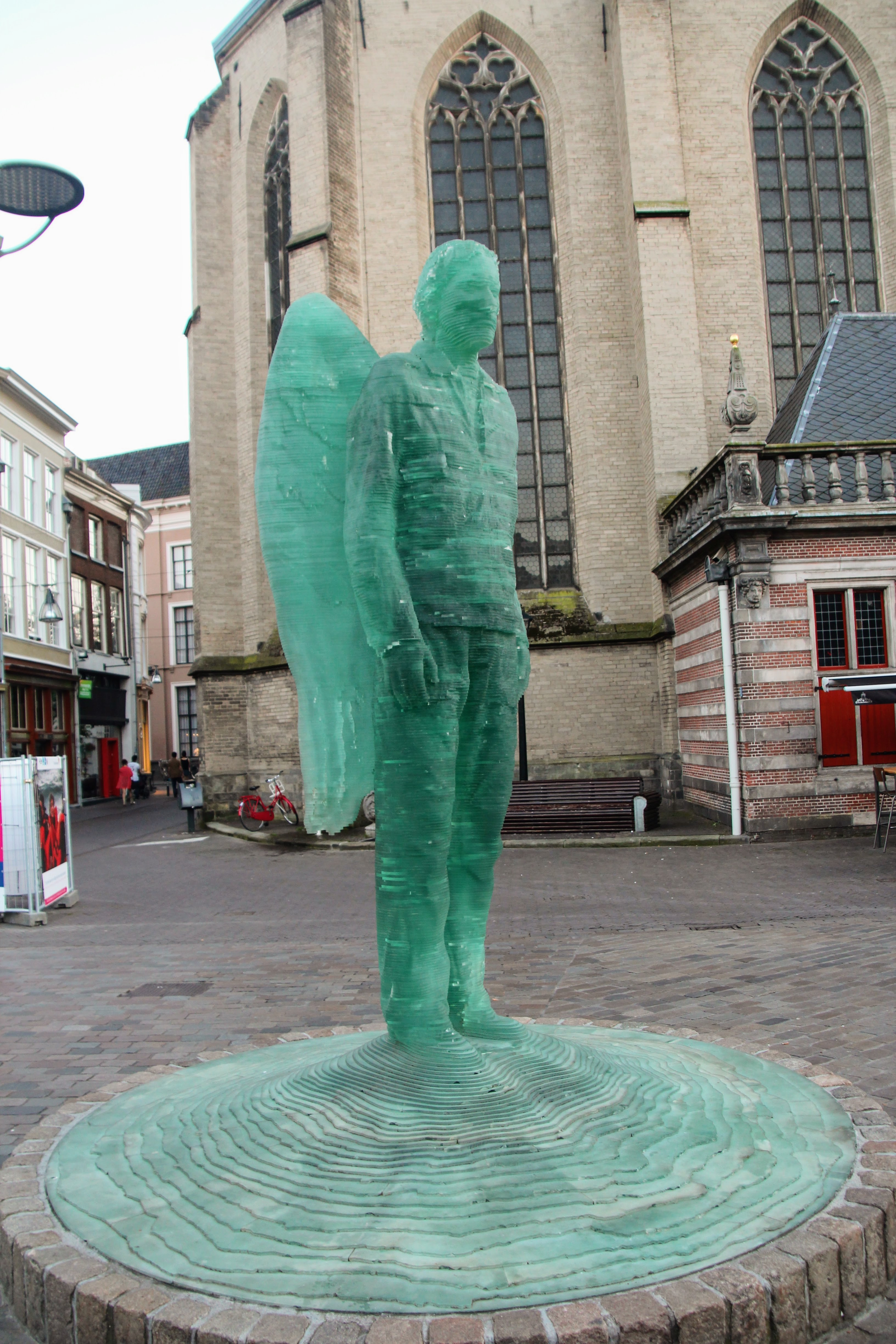
Glazen Engel (2010), Zwolle
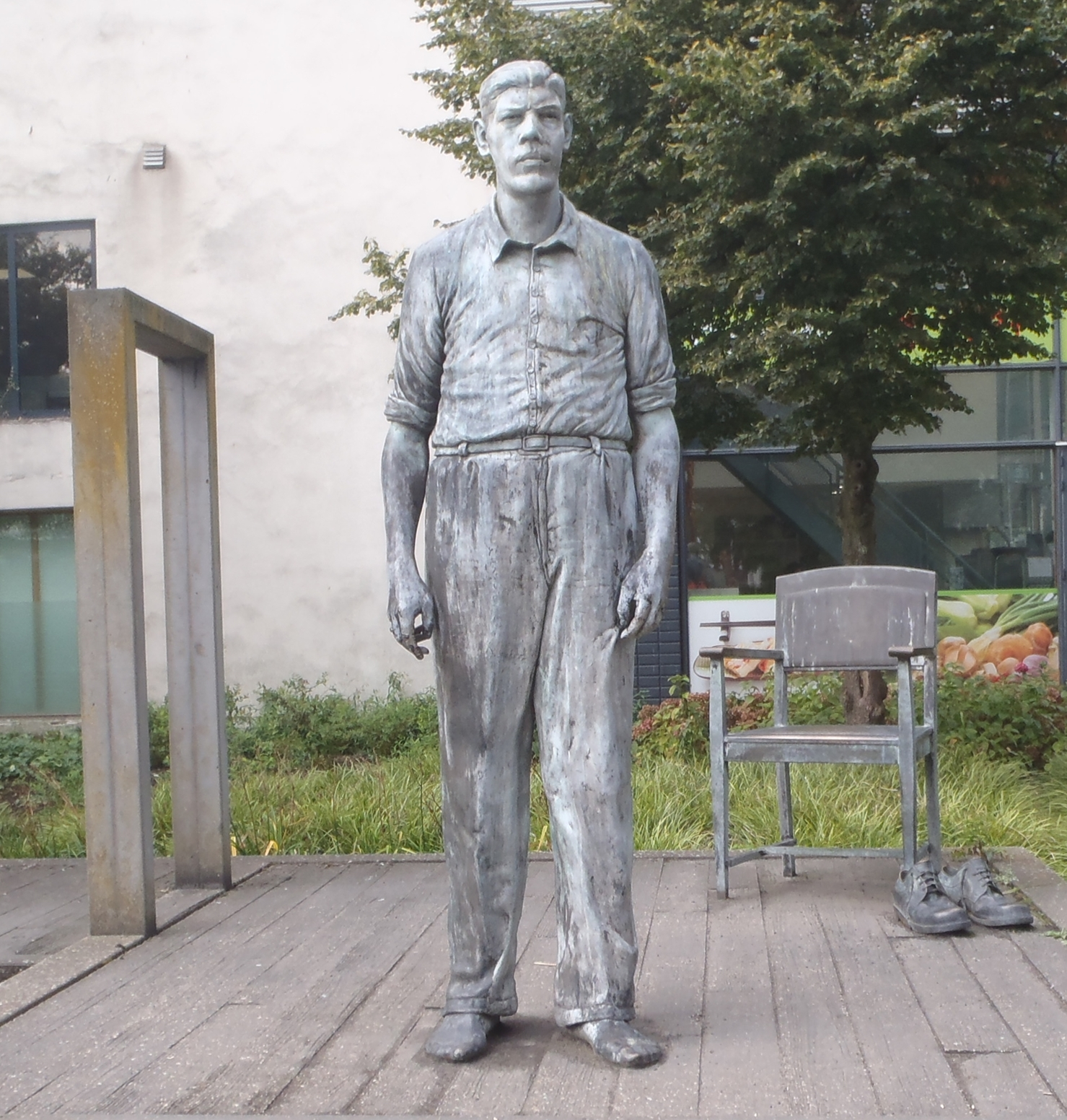
De Reus van Rotterdam (2011), Rotterdam
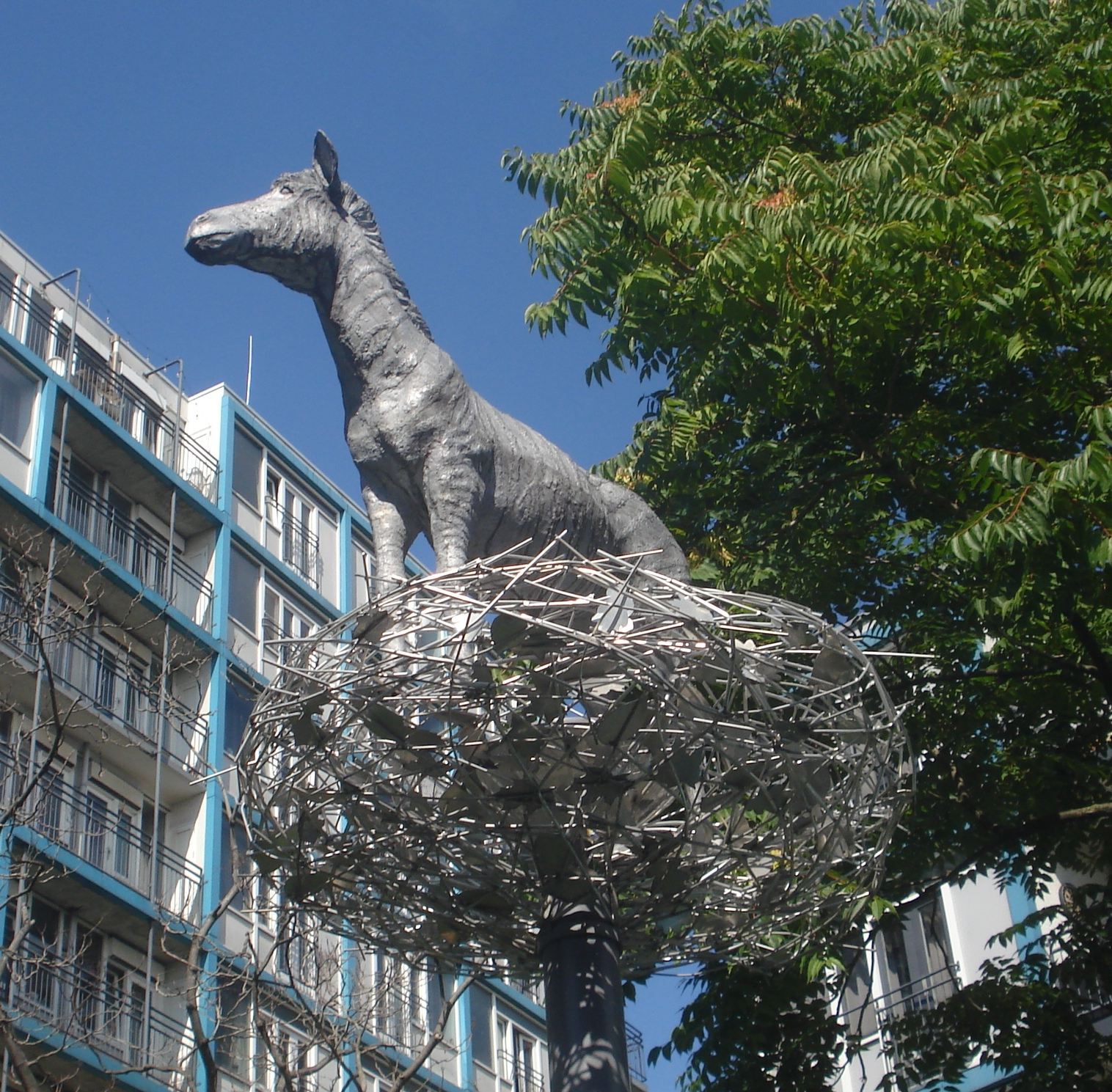
Zebra in de nesten (2015), Rotterdam
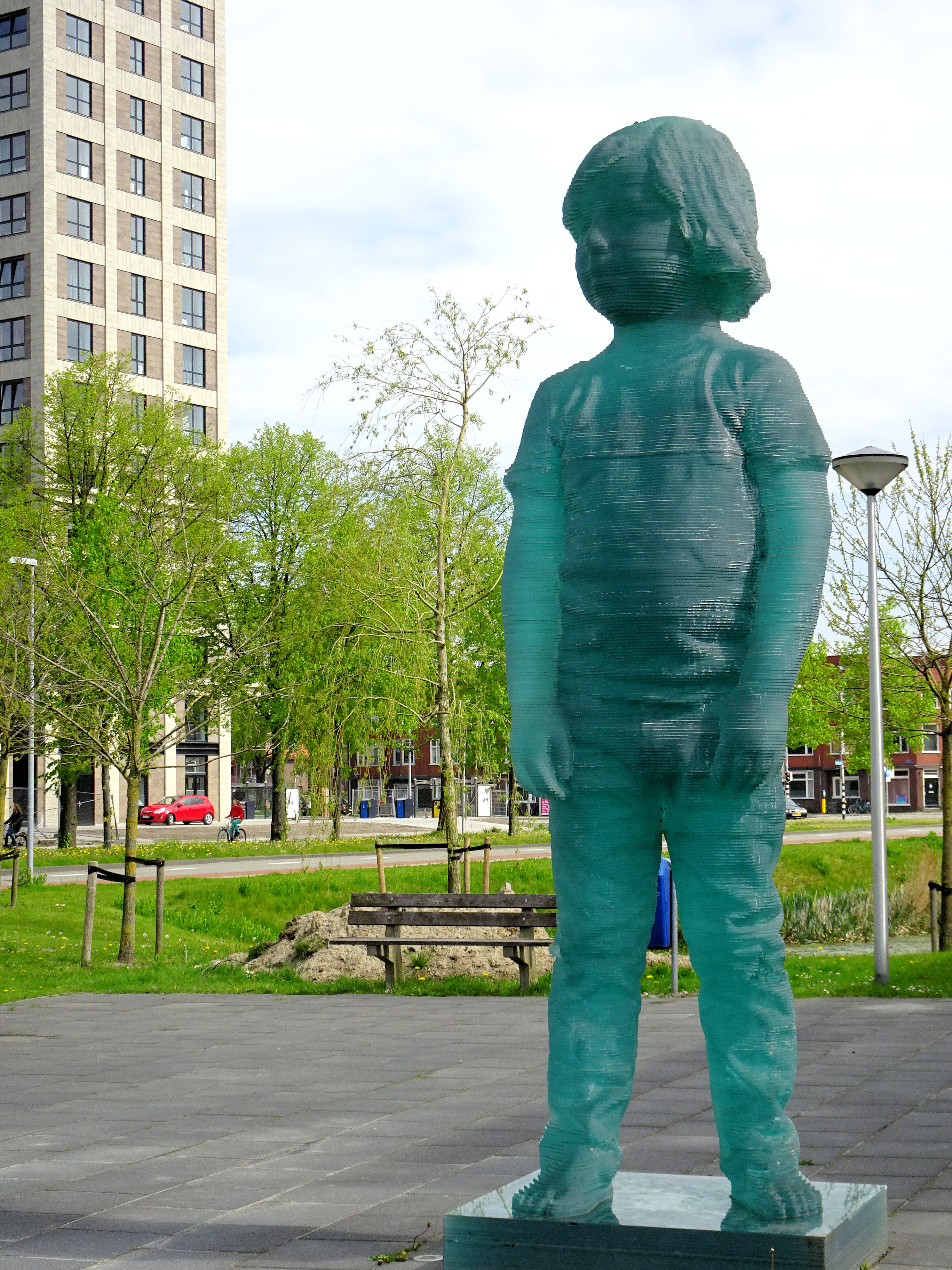
Aden (2018), Groningen